# Francesco Pisano
Francesco Pisano (ur. 29 kwietnia 1986 roku w Cagliari) – włoski piłkarz występujący najczęściej na pozycji prawego obrońcy. Obecnie gra w Olbia Calcio 1905.

## Kariera klubowa
Francesco Pisano jest wychowankiem klubu Cagliari Calcio. Profesjonalny kontrakt z tym zespołem podpisał w 2004 roku i zadebiutował 26 września w przegranym 3:1 wyjazdowym meczu z Lecce. Drużyna "Rossoblu" zwyciężyła w rozgrywkach Serie B i awansowała do pierwszej ligi. W Serie A Pisano po raz pierwszy wystąpił 11 września 2005 roku, a Cagliari zremisowało wówczas na własnym boisku z S.S. Lazio 1:1.
W sezonie 2006/2007 włoski obrońca zajął drugie miejsce w plebiscycie na najlepszego zawodnika Cagliari, a zwycięzcą okazał się wówczas David Suazo. Od początku pobytu w tym klubie Pisano razem z zespołem plasował się w dolnych rejonach tabeli Serie A. Tworzył linię obrony razem z Alessandro Agostinim, Paolo Bianco i Diego Lópezem. W sezonie 2008/2009 Pisano rozegrał swoje setne ligowe spotkanie dla Cagliari. Razem z drużyną zajął w tabeli Serie A dziewiąte miejsce. 19 kwietnia 2009 roku w zwycięskim 2:0 meczu z SSC Napoli pełnił rolę kapitana Cagliari. W 2015 przeniósł się do angielskiego klubu Bolton Wanderers. 1 lutego 2016 roku odszedł na wypożyczenie do klubu Serie B - Avellino. 7 lipca tego samego roku rozwiązał swój kontrakt z Boltonem i wrócił na stałe do Włoch, zostając zawodnikiem Olbia Calcio.

## Kariera reprezentacyjna
Pisano ma za sobą występy w młodzieżowych reprezentacjach Włoch. Rozegrał 1 spotkanie dla drużyny do lat 19 oraz 12 zespołu do lat 21. Zadebiutował w nim 10 października 2006 roku w wygranym 2:1 meczu z Hiszpanią. W 2009 roku Pierluigi Casiraghi powołał go do 23-osobowej kadry na mistrzostwa Europy do lat 21, na których Włosi dotarli do półfinału.